# 베이싱스토크 딘

베이싱스토크 딘의 위치

베이싱스토크 딘(영어: Basingstoke and Deane)은 잉글랜드 햄프셔주에 위치한 비도시 자치구로 중심 도시는 베이싱스토크이며 인구는 172,870명(2014년 기준), 면적은 633.8km2이다.